# Arxiu dels Marquesos de Santa Maria de Barberà
L'Arxiu dels Marquesos de Santa Maria de Barberà (AMSMB) és el patrimonial més important de Catalunya. Va ser creat al segle xix per Ramon de Sarriera i de Pinós, marquès de Barberà i de la Manresana i comte de Solterra, al Palau Solterra-Barberà de Barcelona, i al segle xx es va traslladar al Castell de Vilassar, a Vilassar de Dalt. Actualment és propietat dels marquesos Ramon de Sarriera i Fernández de Muniaín i la seva esposa Marcela Bernat Valenzuela.
La documentació històrica comença el 858 i pertany a diverses cases aristocràtiques incorporades per les vies de l'herència i la política matrimonial: Baronies de Vilassar, Cervelló i Santa Pau; els dels llinatges Llull, Pinós, Sureda-Santmartí, Sarriera, Santcliment, Solterra, Boixadors, Copons, Ivorra, Babau i Alentorn. S'hi troben pergamins, patriciat urbà de Barcelona, plànols, mapes i genealogies, i llibres impresos.
Al fons Llull hi ha més de 300 pergamins, documentació en paper de tota mena, manuscrits i llibres impresos, així com també d'altres documents relatius a l'Escola lul·liana de Barcelona (segle xv). També s'hi conserva el testament atorgat el 26 d'abril del 1313, que va ser donat a conèixer per Francesc de Bofarull i Sans (director de l'Arxiu de la Corona d'Aragó del 1893 al 1991) en la seva memòria del 15 de gener del 1894, llegida a l'Acadèmia de Bones Lletres de Barcelona.
Els fons de l'arxiu conserven uns 11.257 pergamins, més de 2.000 manuscrits i 457,2 metres lineals de lligalls. La primera catalogació i informatització de la col·lecció de pergamins es va fer sota la direcció de Coral Cuadrada, continuant amb la conservació i preservació dels fons de manuscrits i lligalls, realitzada gràcies a un conveni amb la Universitat de Colúmbia i després amb la Universitat de Texas. Amb la tercera fase s'està duent a terme una digitalització i descripció arxivística, bolcant les dades obtingudes a un programa de gestió documental.